# 三毛央
三毛央（2月14日—）是日本女性插畫家，主要擔當成人向美少女遊戲的原畫及人物設計、輕小說封面及插畫工作。同人社團「PINK CHUCHU」的主持人。

## 簡介

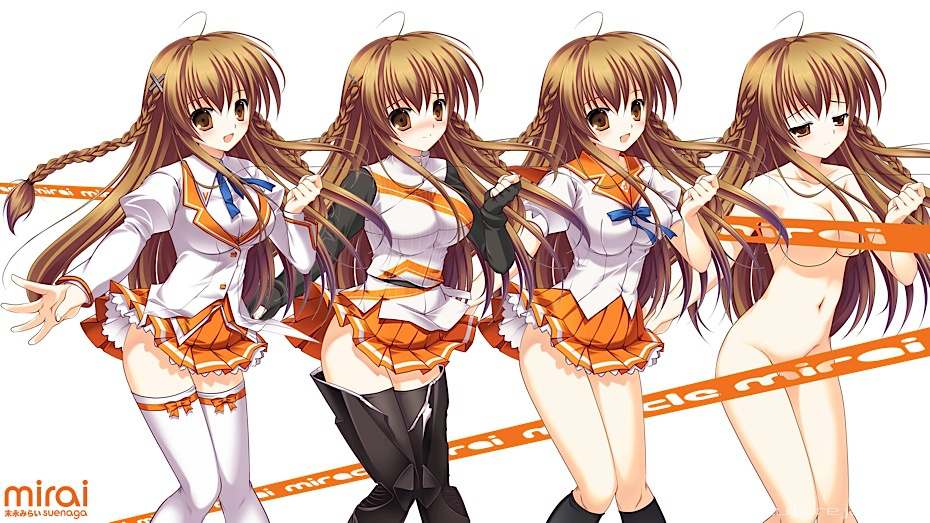
三毛央畫的末永未來四種裝扮

三毛央出生於北海道東部，2011年夏季搬家到札幌市。喜歡的動物為海豹、水豚及貓。她第一次用「三毛央」這個筆名參加漫畫比賽，就應邀畫插畫與漫畫集，此後一直都有工作。她的第一個商業作品是虎之穴刊物《Nekomimist》中三個有貓耳的自創角色，一手包辦角色設定與角色性格，依每月主題更換裝扮。
2005年2月，三毛央在《Megami MAGAZINE》的專訪中說，她受朋友邀請玩《純愛手札》，同時自己開始參與同人誌活動，心想「乾脆嘗試畫《純愛手札》的角色好了」，所以開始畫美少女。後來她有一陣子沒參與同人誌活動，但在專門學校學CG繪圖，也架了個人網站，從此認真畫美少女。她說，取了「三毛央」這個筆名以後，當時她很迷在《電擊G's magazine》連載的《妹妹公主》，天廣直人對她影響最大，她從《妹妹公主》學到衣服皺褶、荷葉邊下擺、小物搭配等畫法；而她第一個玩的電腦遊戲是《漫畫派對》，所以睦美美里與甘露樹對她影響也很大。畫美少女的時候，她最喜歡畫的橋段是「在學校」、「放學後」、「制服半脫」與「OK繃」，表情害羞、似露不露地遮住重要部位。她也說，她喜歡戴眼鏡、個性忸怩的角色，例如《草莓100%》初期綁髮辮、戴眼鏡的東城綾；但她也很喜歡沒戴眼鏡的《純愛手札》美樹原愛，「生性害羞、很怕跟異性交談，從來不敢主動追求男生，就算彼此有交談、還是會覺得有點不好意思的害羞女孩，最吸引我」。

## 作品列表

### 成人遊戲
- AQUA BLUE（戲畫）
- （Ocarina）
- 直送美少女Double DVDPG（Sugar Cube）
- こんねこ（日语：こんねこ）（Marmalade）
- FESTA!! -HYPER GIRLS POP-（日语：FESTA!! -HYPER GIRLS POP-）（Lass）
- みらろま（日语：みらろま）（Marmalade）
- LYRICAL LYRIC（Marmalade）
- LYRICAL DS（日语：リリカルDS）（Marmalade）
- 親吻與魔王與紅茶（日语：キスと魔王と紅茶）（Marmalade）
- 七色航路（日语：なないろ航路）（Journey）
- 真夏之夜的雪物語 -MIDSUMMER SNOW NIGHT-（EX-ONE）
- 真夏の小さな戀物語 -MIDSUMMER SNOW NIGHT FAN DISK-（EX-ONE）
- ROOT√DOUBLE - Before Crime * After Days -（日语：ルートダブル -Before Crime * After Days-）（Yeti（日语：イエティ (ゲームブランド)））
- ヒメゴト・マスカレイド ～お嬢様たちの戯れ～（日语：ヒメゴト・マスカレイド 〜お嬢様たちの戯れ〜）（Escu:de）
- D.C.III P.P.（CIRCUS）
- D.C.II Dearest Marriage（CIRCUS）
- D.C.III With You（CIRCUS）
- 公主殿下LOVE生活！（Princess Sugar）
- Fall in love×4tune（Escu:de）
- QUINTUPLE☆SPLASH（Parasol）
- My Sweet Goddess!（ALcot）
- （Princess Sugar）
- D.C.III Dream Days（CIRCUS）
- Dolphin Blade（Island Belle）
- （Azurite）
- 公主與少女的吃醋LOVE（Princess Sugar）
- 戀嵐Spirichu（Parasol）
- （Princess Sugar）
- （Princess Sugar）

### 同人遊戲
- （PINK CHUCHU）

### 原創小說
- 美少女文庫（日语：美少女文庫）（法蘭西書院）
  - （山口昇一）
  - （若月光（日语：わかつきひかる））
  - （河里一伸）
  - （河里一伸）
  - （三日月紅月（日语：みかづき紅月））
  - （若月光）
  - （若月光）
- 富士見Fantasia文庫（富士見書房）
  - （吉岡平）
- Super Dash文庫（集英社）
  - LOVE YOU 我的勇者公主（七月隆文／青文出版社代理發行）
  - （阿羅本景）
- Dash X文庫（集英社）
  - （神秋昌史）
- 一迅社文庫（一迅社）
  - （伏見司、三日月紅月、内田龍宮丞、魎）
- MF文庫J（Media Factory）
  - 夢魔少年！（三門鐵狼／東立出版社代理發行）
  - 劍神的繼承者（鏡遊／尖端出版代理發行）
  - （鏡遊）
- GA文庫（SOFTBANK Creative）
  - （長物守）

### 美少女遊戲改編小說
- 超昂天使 Escalayer
- （《初音島》改編）
- （《初音島》改編）
- （《LYRICAL LYRIC》改編）
- （《Little Busters-EX》改編）

### 漫畫
- かなえてあげる！（日语：かなえてあげる!）
- サナリカ（日语：サナリカ）

### 畫集
- （一迅社）
- （ASCII Media Works）

## 備註
1. 1 2 3  《Megami MAGAZINE》編輯部原作，黃瓊仙譯，《萌。Girl's：深日系萌繪師插畫市集 Vol.1》，三采文化2011年6月29日初版，ISBN 978-986-229-472-7，第48至49頁。
2. ↑  .   [2012年10月1日]. （原始内容存档于2013-05-02） （中文（繁體））.
3. ↑  .   [2012年10月1日]. （原始内容存档于2012年10月11日） （日语）.
4. ↑  此指以OK繃遮住陰唇。

## 外部連結
- PINK CHUCHU（页面存档备份，存于） （日語）
- みけおう（页面存档备份，存于）pixiv（日語）
- みけおう (mikeou_)的X（前Twitter） （日語）